# Coux et Bigaroque-Mouzens
Coux et Bigaroque-Mouzens község Franciaország Új-Aquitania régiójában, Dordogne megyében. Új községként 2016. január 1-jén jött létre két korábbi község: Coux-et-Bigaroque és Mouzens egyesítésével. Lakosainak száma 1234 fő (2022. január 1.).

## Népesség
| Lakosok száma | 1220 | 1225 | 1219 | 1218 | 1223 | 1234 |
|               | 2017 | 2018 | 2019 | 2020 | 2021 | 2022 |